# Bestattung von Zita von Bourbon-Parma

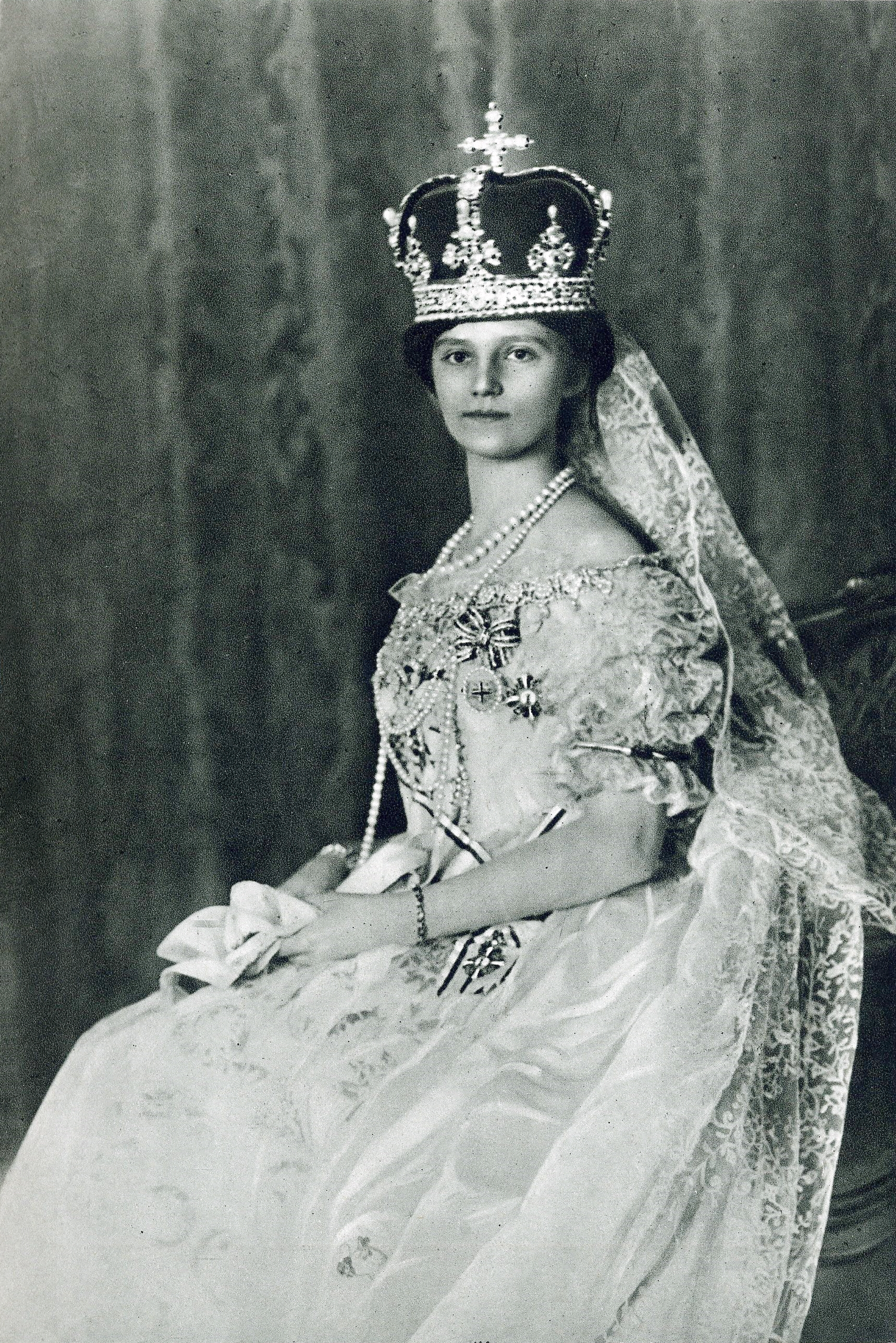
Zita von Bourbon-Parma als Königin von Ungarn im Dezember 1916

Die Bestattung von Zita von Bourbon-Parma war ein Ereignis im Frühjahr 1989. Zita von Bourbon-Parma war als Ehefrau von Kaiser Karl I. (Karl IV. als König von Ungarn) von 1916 bis 1918 letzte Kaiserin von Österreich und bis 1921 Apostolische Königin von Ungarn.
Zita war 1962 ins St.-Johannes-Stift in Zizers (Schweiz) übersiedelt, wo sie am 14. März 1989 im Alter von 96 Jahren verstarb. Die Trauerfeiern in Wien wurden vom ORF mit einem Kommentar von Horst Friedrich Mayer, August Paterno und Hugo Portisch im Fernsehen übertragen, die Sendezeit der Live-Übertragung am 1. April 1989 im Rahmen der Eurovision belief sich auf rund fünf Stunden. 

## Trauerfeiern vor der Überführung nach Wien
Nach ihrem Tod in Zizers wurde der Leichnam Zitas in das Kantonsspital Graubünden nach Chur zur Einbalsamierung gebracht. Nachdem die genauen Modalitäten der Konservierung zwischen Rudolph Habsburg-Lothringen und dem österreichischen Pathologen Walter Widder besprochen worden waren, nahm Widder zusammen mit einem Obduktionsgehilfen die Leichenöffnung vor: „Wir legten an der Beinarterie eine Kanüle, über die wir Formalin in den Körper einleiteten.“ Im Körper ersetzte das Formalin innerhalb einer Stunde das Blut. Ein Effekt dieser Vorgangsweise war, dass der Fäulnisprozess fast zur Gänze gestoppt und die eingefallenen Gesichtszüge der Toten wieder fülliger wurden. Auch das Herz wurde dem Körper entnommen und konserviert. Es wurde später von einem Mitarbeiter Rudolph Habsburg-Lothringens abgeholt und in einen silbernen Behälter gelegt, der extra dafür angefertigt worden war.

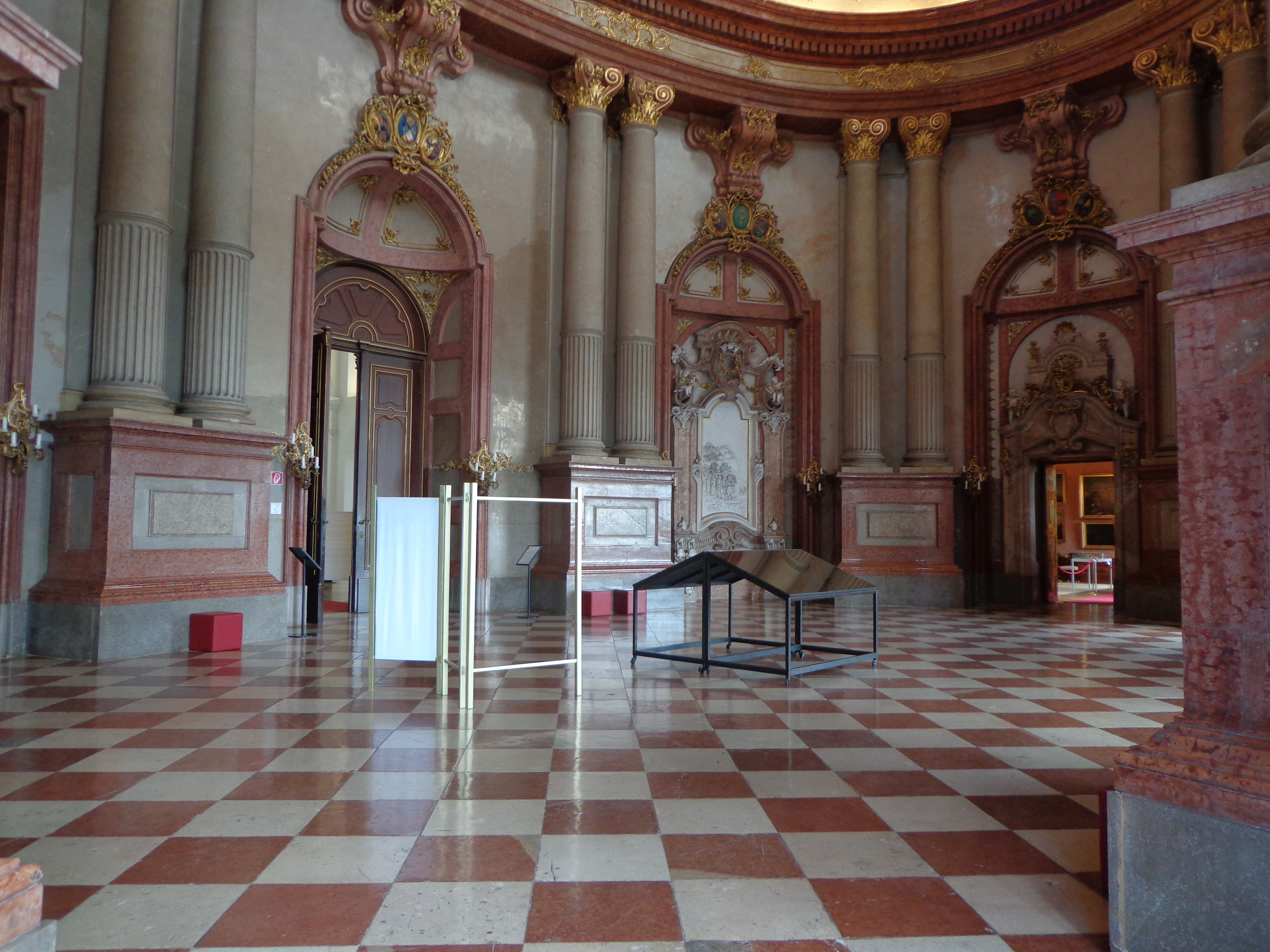
Marmor-Kuppelsaal des Stiftes Klosterneuburg (2017)

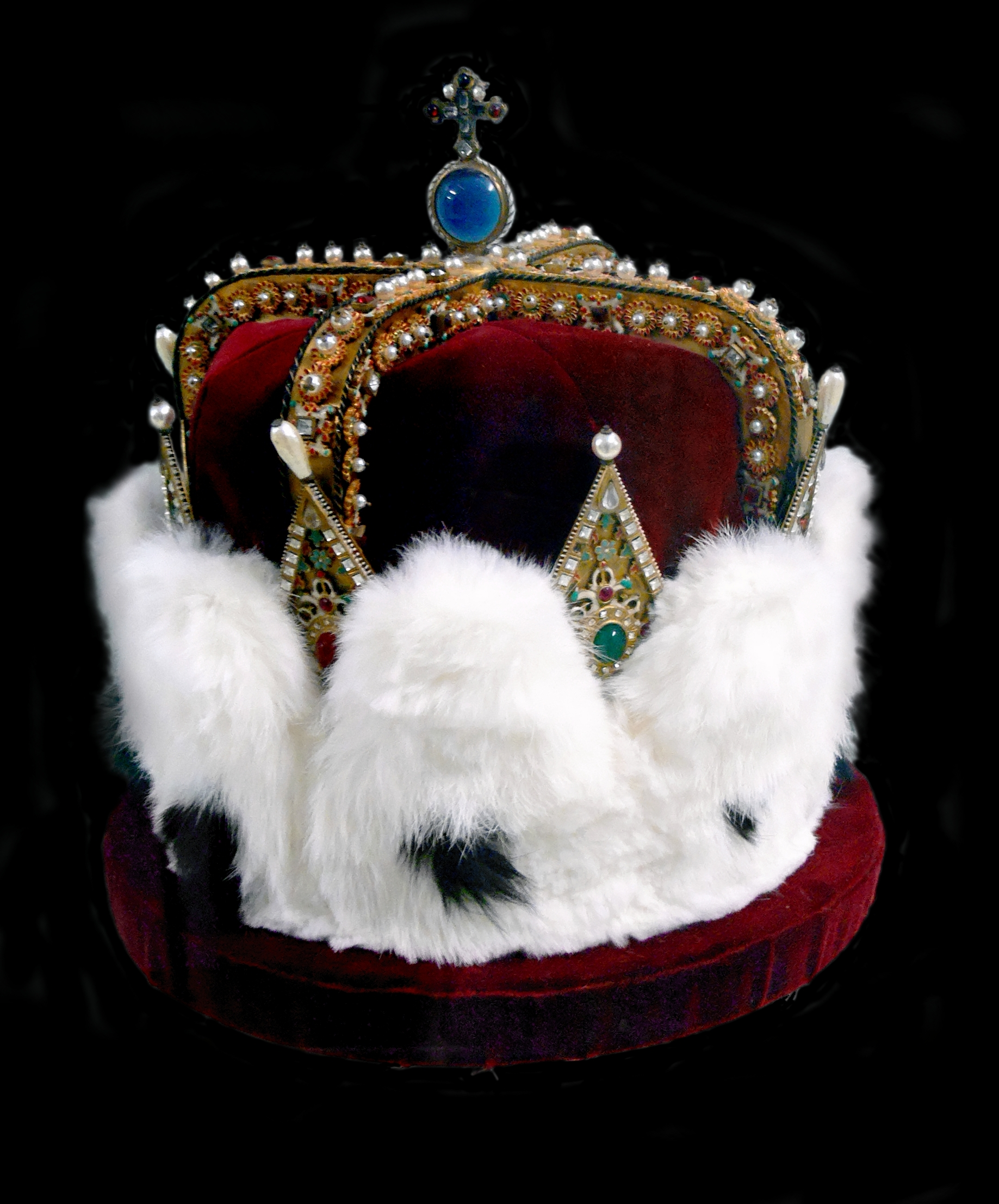
Österreichischer Erzherzogshut (1616)

Der einbalsamierte Leichnam Zitas wurde in einen Sarg aus Zedernholz mit metallener Innenauskleidung gelegt und anschließend in der Loretokapelle des Klosters Muri aufgebahrt. Nach einem Pontifikalrequiem am 22. März 1989 in der Kathedrale Chur wurde der Leichnam Zitas nach Österreich überführt.
Vom 28. bis 30. März wurde sie im Marmor-Kuppelsaal des Stiftes Klosterneuburg aufgebahrt, wo der Sarg mit dem Erzherzogshut geschmückt wurde und die Bevölkerung über drei Tage hinweg Abschied nehmen konnte. Die Ehrenwache wurde von Mitgliedern der Feuerwehr Klosterneuburg gehalten. Am Abend des 30. März wurde der Sarg Zitas per Leichenauto nach Wien gebracht.

## Trauerfeiern in Wien

### Aufbahrung und Requiem im Stephansdom
Nach der Überführung nach Wien erfolgte eine weitere Aufbahrung im Stephansdom, bei welcher der Sarg mit der kaiserlichen Standarte bedeckt war. Zunächst war der Sarg in der „Tirna- oder Savoyenkapelle“ aufgebahrt, später im Seitenschiff vor dem Hochgrab für Kaiser Friedrich III. Die Insignien des Malteserordens, des Sternkreuzordens und des Elisabeth-Ordens waren auf Kissen ausgestellt. Am Vortag des Begräbnisses nahmen tausende in- und ausländische Besucher im Stephansdom von der Verstorbenen Abschied, wobei Wartezeiten von einer Stunde in Kauf genommen werden mussten. „Eine kurze Eintragung ins Kondolenzbuch, ein Griff nach den begehrten Sterbebildchen – und schon mußte Platz für die nachdrängende Menge gemacht werden“, berichtete APA-Redakteur Michael Lang am 31. März 1989. Wegen des Ansturms musste die städtische Bestattung neue Einlageblätter für die Kondolenzbücher drucken lassen. Insgesamt trugen sich 150.000 Menschen in die Kondolenzbücher ein.
Das feierliche Requiem im Stephansdom fand am 1. April 1989 um 15 Uhr statt und wurde vom Wiener Erzbischof Kardinal Groër geleitet, Konzelebranten waren die Altbischöfe Wechner von Feldkirch und Vonderach von Chur. Der Tag und die Beginnzeit des Requiems wurden so gewählt, weil Kaiser Karl am 1. April 1922 um 15 Uhr gestorben war. Zum Requiem im Stephansdom hatten sich rund 7.000 Menschen eingefunden, darunter mehr als 600 Ehrengäste. Die Republik Österreich wurde durch Bundespräsident Waldheim und Vizekanzler Mock vertreten, Waldheims Amtsvorgänger Kirchschläger, mehrere Bundesminister, Landeshauptleute und der Wiener Bürgermeister Zilk nahmen ebenfalls teil. Die römisch-katholische Kirche war durch den Apostolischen Nuntius für Österreich, mehrere Kardinäle, Erzbischöfe und Bischöfe vertreten. Auch andere Religionsgemeinschaften und die Botschafter Ungarns, Belgiens, der Türkei, USA, Niederlande, Schweiz und Kanadas waren repräsentiert. Mozarts Requiem bildete den musikalischen Rahmen des Gottesdienstes. Am Beginn verlas Kardinal Groër einen Brief von Papst Johannes Paul II.
Der erste Teil der Messe mit dem Wortgottesdienst war überwiegend in deutscher Sprache, wobei auch die anderen Sprachen der österreichisch-ungarischen Monarchie berücksichtigt wurden. So wurde die erste Lesung auf Deutsch von Zitas Enkel Karl Habsburg-Lothringen vorgetragen, die zweite Lesung auf Ungarisch von Zitas Tochter Elisabeth Liechtenstein. Es folgte eine Ansprache und Predigt von Kardinal Groër über das Leben der Verstorbenen. Die Fürbitten wurden in lateinischer, deutscher, tschechischer, ungarischer, ukrainischer, kroatischer, polnischer und italienischer Sprache gelesen. Die Eucharistiefeier des Requiems war in lateinischer Sprache, das Schlusslied Näher, mein Gott, zu dir (Textversion: Näher, mein Gott, zu dir, Herr, ich bin dein, vgl. Gotteslob Österreich Nr. 910) und der Schlusssegen wiederum auf Deutsch. Während des Auszuges aus dem Stephansdom wurden die österreichische Kaiserhymne sowie die ungarische Nationalhymne gesungen und die „Pummerin“ geläutet. Die übrigen Glocken des Doms erklangen auch während der Dauer des Leichenzugs.

### Trauerkondukt durch die Wiener Innenstadt
Nach dem Ende des Gottesdienstes um etwa 17 Uhr wurde der Sarg auf dem früheren kaiserlichen Hofleichenwagen, einer von bis zu acht Pferden gezogenen schwarzen Kutsche, durch die Wiener Innenstadt zur Kapuzinergruft (auch „Kaisergruft“ genannt) geführt. Während der Sarg auf den Wagen verladen wurde, standen Tiroler Schützen Spalier. Beamte der Bestattung Wien in grauen Uniformen leisteten logistische Unterstützung.

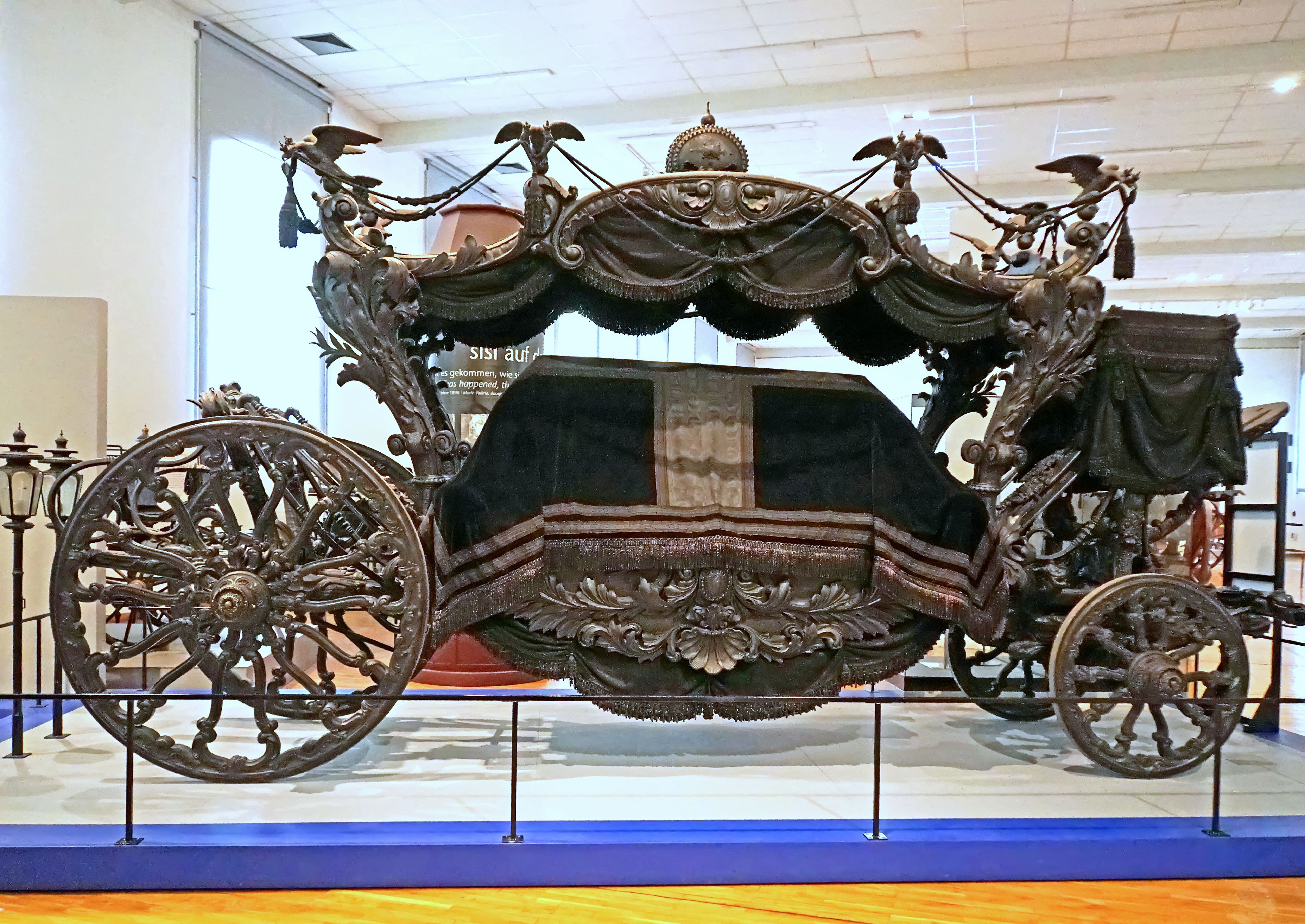
Der kaiserliche Hofleichenwagen aus der Wagenburg (Wien), mit dem der Sarg Kaiserin Zitas zur Kapuzinergruft gebracht wurde.

Der kaiserliche Hofleichenwagen wurde 1876 gebaut und kostete damals 20.000 Gulden. Er wurde vor dem Begräbnis Zitas nur viermal verwendet, und zwar bei den Begräbnissen von Kaiserin Maria Anna (1884), Kronprinz Rudolf (1889), Kaiserin Elisabeth (1898) und Kaiser Franz Joseph (1916). Im Haus Habsburg-Lothringen stand Schwarz als Trauerfarbe nur dem Kaiser und seiner Ehefrau zu, bei übrigen Familienmitgliedern war Rot vorgeschrieben. Es gab daher für die Erzherzöge auch einen roten Hofleichenwagen. Seit dem Ende der Monarchie gehören beide Kutschen zu dem Ausstellungsstücken der Wagenburg in Schloss Schönbrunn. Beim Begräbnis Zitas wurden sechs schwarze Zugpferde verwendet, die vom Bundesgestüt in Stadl-Paura zur Verfügung gestellt wurden. Kutscher war Bundesgestüt-Oberoffizial Johann Steininger.
40.000 Menschen säumten die Straßen der Wiener Innenstadt. Der Weg des Trauerzugs war aufgrund der Besucherzahlen streckenweise mit Sperrgittern versehen und von Ordnungskräften und der Polizei bewacht. Während dieses Teils des Begräbnisses wurden zudem die Glocken der Kirchen in der Innenstadt geläutet. Der Trauerkondukt dauerte rund eine dreiviertel Stunde und bewegte sich, bei dunklen Wolken und einem Gewitter mit Platzregen, vom Stephansplatz über Graben und Kohlmarkt zum Michaelerplatz, von dort durch die Stallburg über den Josephsplatz zur Albertina, ehe er dort die Tegetthoffstraße entlang zum Neuen Markt mit der Kapuzinerkirche führte. Das regnerische Wetter und die früh hereinbrechende Dämmerung verliehen den Zeremonien ein düsteres Erscheinungsbild, das sich auch in der Fernsehübertragung des ORF zeigte.
Am 1,3 Kilometer langen Kondukt nahmen außer der Familie der Verstorbenen auch zahlreiche Abordnungen von Studentenverbindungen und militärischen Traditionsvereinen aus dem Gebiet der ehemaligen österreichisch-ungarischen Monarchie teil, darunter zahlreiche Landsmannschaften, etwa 850 Schützen aus Nord- und Südtirol, zahlreiche Bürgergarden, die Kaiserjäger und die Kärntner Trabantenleibgarde aus St. Veit an der Glan. Zivile Verbände aus dem Gebiet der österreichisch-ungarischen Monarchie waren ebenfalls in ihren traditionellen Trachten vertreten, wie etwa die Siebenbürger Sachsen. Der Kondukt wurde von insgesamt vier Musikkapellen begleitet. Eine Artillerie-Abteilung der Bürgergarde Kollerschlag feuerte von der Albrechtsrampe (Albertina) aus 21 Salutschüsse ab.

### Beisetzung in der Kapuzinergruft

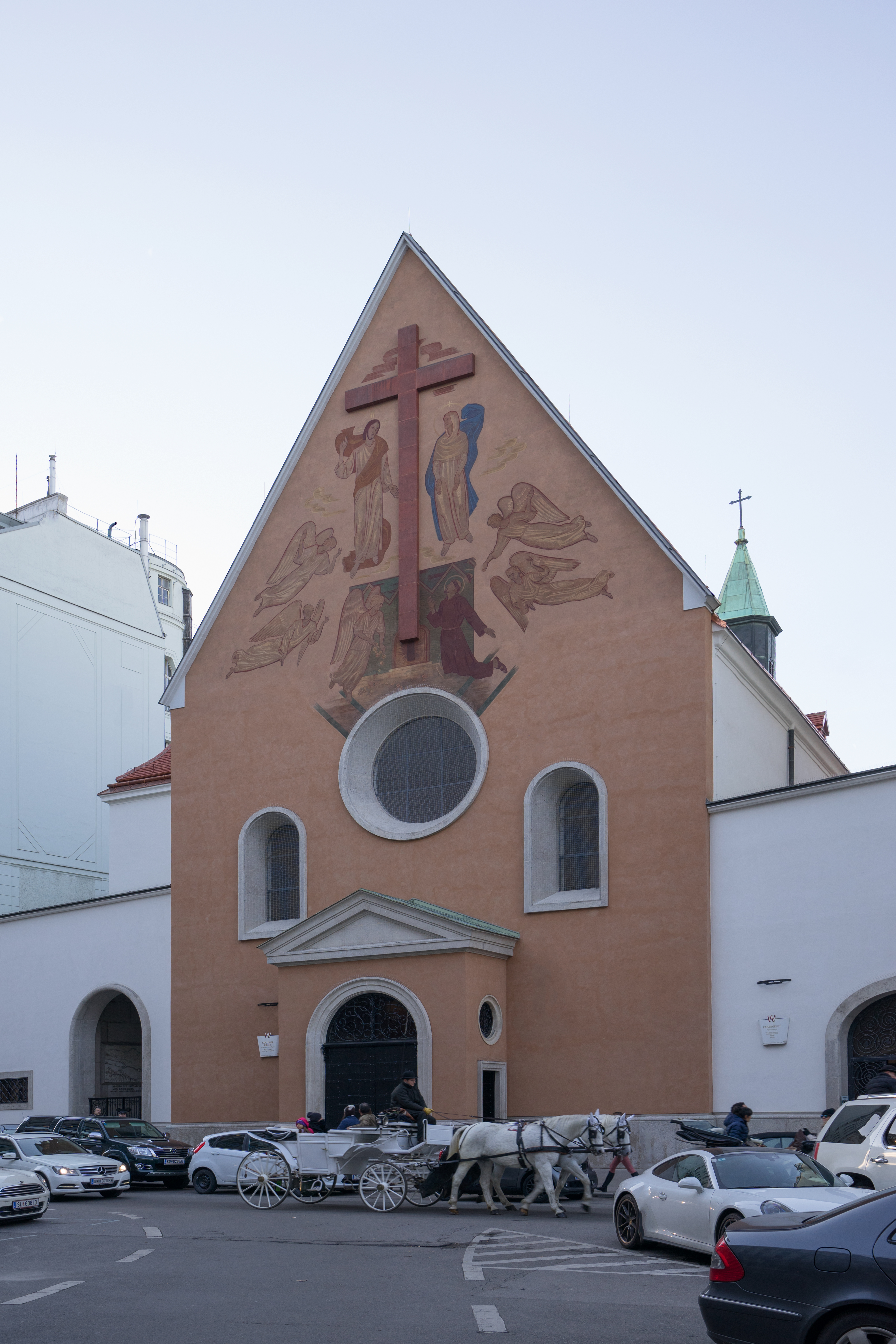
Kapuzinerkirche Wien

Für Zita wurde erstmals das Zeremoniell mit dreimaligem Anklopfen an der Pforte der Kapuzinerkirche abgehalten, das historisch nicht überliefert ist, sondern ursprünglich in ähnlicher Form für den Film Kronprinz Rudolfs letzte Liebe von 1956 erfunden wurde. Zita wurde dabei nicht als Trägerin ihrer Titel, sondern nur als „sterblicher, sündiger Mensch“ in die Kirche eingelassen. Heinz Anton Hafner fungierte als Herold und Pater Gottfried Undesser, der Kustos der Kapuzinergruft, sprach die im Zeremoniell vorgesehenen Antworten. Dann wurde der Sarg von sechs Tiroler Schützen in das Innere der Klosterkirche getragen. Die Wiener Kapuziner bildeten dabei ein Spalier mit Kerzen, die Wiener Sängerknaben waren auf einer Tribüne in der „Kaiserkapelle“ untergebracht. Im Rahmen eines kurzen, von den Sängerknaben musikalisch umrahmten Gottesdienstes hielt Franz Kardinal König eine Ansprache und vollzog die Einsegnung.
Anschließend wurde der Sarg, begleitet von den Mönchen des Kapuzinerklosters und der übrigen Geistlichkeit, von sechs Mitarbeitern der Bestattung Wien in aller Stille die Treppe vom Innenraum der Klosterkirche zur Kapuzinergruft hinabgetragen. Während von der Albrechtsrampe (Albertina) aus die Salutschüsse zu Ehren der Verstorbenen abgefeuert wurden, passierte ihr Sarg, gefolgt von zahlreichen Familienangehörigen, in aller Stille langsam die Räume der „Leopolds-“, „Karls-“, „Maria-Theresien-“ sowie der „Franzensgruft“ und wurde schließlich zeitgleich mit dem letzten der Salutschüsse vor dem Altar der „Gruftkapelle“ am Boden abgestellt. Nachdem sich auch die Familienangehörigen dort eingefunden hatten, übergab Zitas ältester Sohn Otto in Beisein seiner Brüder Carl Ludwig, Rudolph, Felix und Robert den symbolischen Schlüssel zum Sarg an Pater Gottfried Undesser. Dieser richtete das Wort an die Anwesenden und lud zum Gebet ein. Nach dem gemeinsamen Ave Maria segnete Kardinal König den Sarg in aller Stille mit Weihwasser, anschließend sprach er kurz mit den Mitgliedern der Familie. Die Geistlichkeit verließ daraufhin die Gruft, und die Live-Übertragung durch den ORF endete.
An eine Gruppe von Teilnehmern der Beisetzungsfeierlichkeiten in Wien aus den militärischen Traditionsvereinen wurde später das aus diesem Anlass geschaffene „Zita-Erinnerungskreuz“ verliehen.
Magdalena Hawlik-van de Water schrieb 1993 über die ehemalige Kaiserin und Königin: „Sie starb mit fast siebenundneunzig Jahren im Johannesstift in Zizers in der Schweiz, wo sie ihre letzten Lebensjahre verbracht hatte. Für sie selbst war ihre Bestattung in der Kapuzinergruft, jenem Ort, an dem seit 1633 die österreichischen Kaiser und ihre Angehörigen ruhen, die logische Konsequenz ihres Lebens, ihres Selbstverständnisses und nicht zuletzt ihrer Liebe zu Österreich.“

## Trauerfeiern in Muri

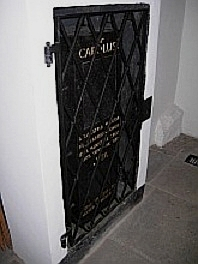
Stele hinter dem Altar der Loretokapelle des Klosters Muri in der Schweiz mit den Herzurnen des Kaiserpaares

Nachdem der Körper Zitas in Wien beigesetzt worden war, fand für das Herz am 17. Dezember 1989 eine separate Herzbestattung statt. Auf ihren Wunsch wurde es in die Loretokapelle des Klosters Muri in der Schweiz gebracht, wo sich die Familiengruft der Nachkommen des letzten österreichisch-ungarischen Herrscherpaares befindet.
Die Herzurne Zitas fand in einer gemauerten Stele hinter dem Altar der Kapelle ihren Platz, wo sich seit 1971 bereits die Herzurne des 1922 im Exil auf der Insel Madeira verstorbenen ehemaligen Kaisers Karl I. befand. Die silberne Urne mit ihrem Herzen trägt das von Karl Wolfsgruber verfasste Chronogramm: „ZITAE AVSTRIAE IMPERATRICIS HVNGARIAE REGINAE COR INSEPARABILITER CONIVGIS CORDI IVNGATVR“.
Auf einer Tafel in der Nähe des Altars ist zu lesen: „Plus pour vous que pour moi – Hinter diesem Altar ruht nun auch in Gottes heiligen Frieden das leidgeprüfte Herz ihrer Majestät der Kaiserin und Königin Zita, Prinzessin von Bourbon und Parma, geb. in Pianore am 9. Mai 1892, selig im Herrn entschlafen am 14. März 1989 im Johannesstift zu Zizers, nach 67-jähriger Trennung vereint mit dem Herzen ihres am 1. April 1922 in Madeira zu seinem Schöpfer heimgekehrten Gemahls, Kaisers Karl I. von Österreich, apostolischen Königs von Ungarn, Königs von Böhmen, Kroatien, Galizien, Dalmatien etc. etc.“

## Auswirkungen auf die österreichische Innenpolitik
Innenpolitisch war das Begräbnis nicht unumstritten, da es das zeitweise sehr schwierige Verhältnis zwischen dem ehemaligen Kaiserhaus und der Republik Österreich wieder auf die Tagesordnung brachte. So beabsichtigte die Regierung zunächst, Zitas Söhnen Felix und Carl Ludwig, die sich weigerten, eine von der Republik Österreich geforderte Thronverzichtserklärung abzugeben, die Einreise zum Begräbnis zu verweigern. Die Einreise nach Österreich wurde ihnen schließlich gestattet, jedoch nur mit einer Aufenthaltserlaubnis von wenigen Stunden. Ebenso wurde in der Öffentlichkeit die Frage debattiert, ob Beamte der Republik sowie Angehörige des Bundesheeres in offizieller Funktion an den Trauerfeierlichkeiten teilnehmen sollten.
Während die Familie Habsburg den privaten Charakter der Beisetzung betonte und die Kosten trug, sahen zahlreiche Fremdenverkehrs-Manager die Chance, den für den Tourismus in Wien wichtigen „Habsburg-Mythos“ zu nutzen. Das deutsche Nachrichtenmagazin Der Spiegel bezeichnete die Trauerfeiern für Zita als „ein monarchistisches Spektakel“.
Nach einer längeren Debatte innerhalb der damals regierenden Koalition aus SPÖ und ÖVP blieb Bundeskanzler Franz Vranitzky (SPÖ) dem Requiem im Stephansdom demonstrativ fern, während Vizekanzler Alois Mock (ÖVP) an den Feierlichkeiten ebenso teilnahm wie Wiens Bürgermeister Helmut Zilk (SPÖ), der „von einem Ereignis mit historischer Dimension“ sprach.
Viktor Reimann schrieb in einem Gastbeitrag für die Salzburger Nachrichten: „Es ist zugleich das Begräbnis und letzter Salut für die Monarchie, der man, was immer auch damals an Fehlern begangen wurde, Größe und Faszination nicht absprechen kann.“
Gerhard Herm versuchte die öffentliche Stimmung bei Zitas Beisetzung, die sich eben auch innenpolitisch widerspiegelte, folgendermaßen in Worte zu fassen: „Als ihr Leichnam am 1. April 1989 vom Wiener Stephansdom zur Kapuzinergruft übergeführt wurde, wehte deshalb zum letzten Mal der authentische Atem Habsburgs durch die Straßen von Wien. Kilometerlang der Zug, der ihren Sarkophag begleitete, unsicher die Fernsehjournalisten, die das Ereignis zu kommentieren hatten. Da war etwas gewesen, groß, fern, schon von mythischem Glanz überhaucht, mit dem Talmiglanz der Gegenwart auf höchst merkwürdige Weise kontrastierend. Aber was eigentlich? Niemand schien es mehr richtig zu wissen.“

## Nach 1989

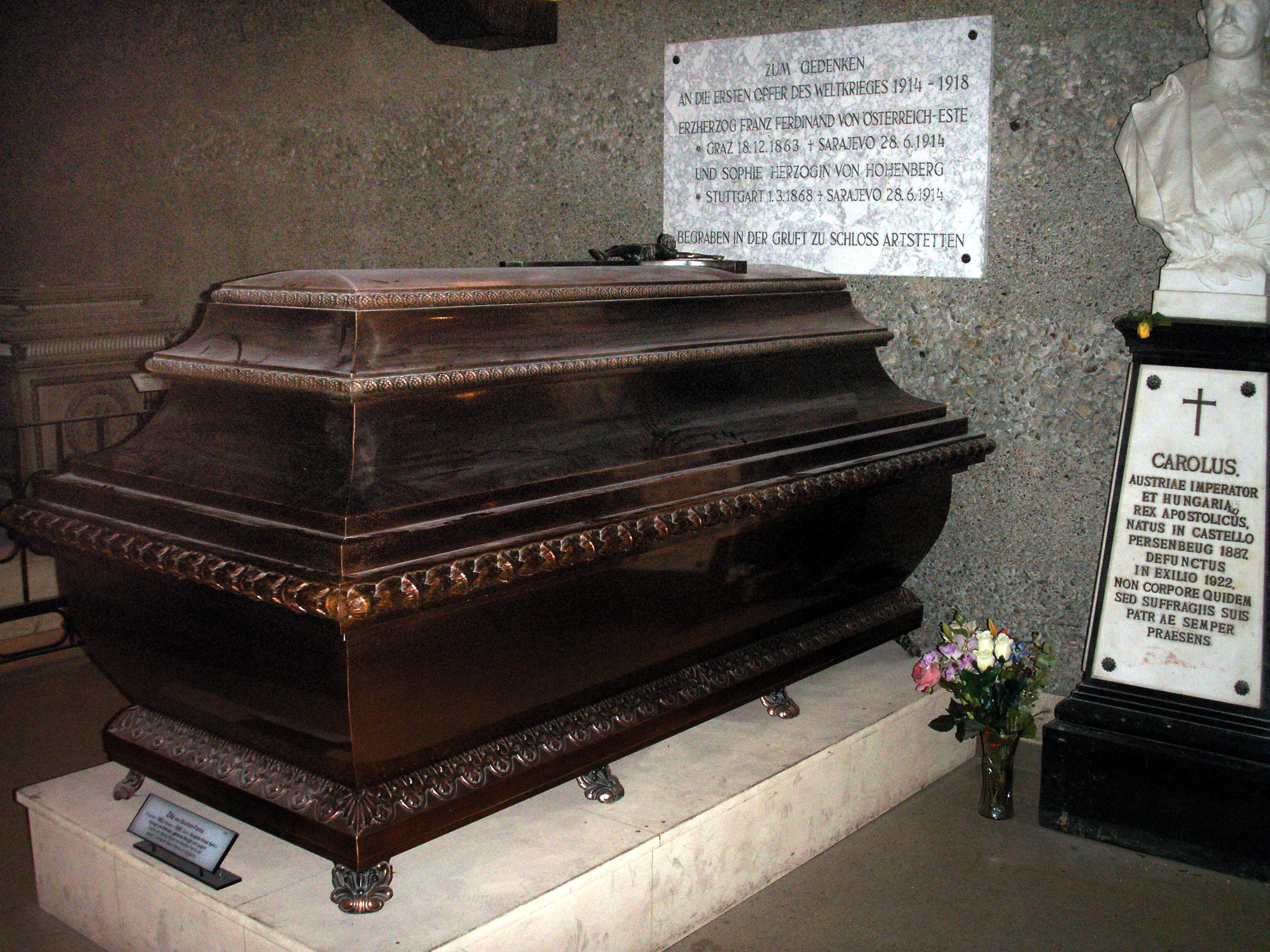
Bild des ersten Sarkophages (1991–2008) Zitas am übergangsweisen Standort in der „Neuen Gruft“ der Kaisergruft

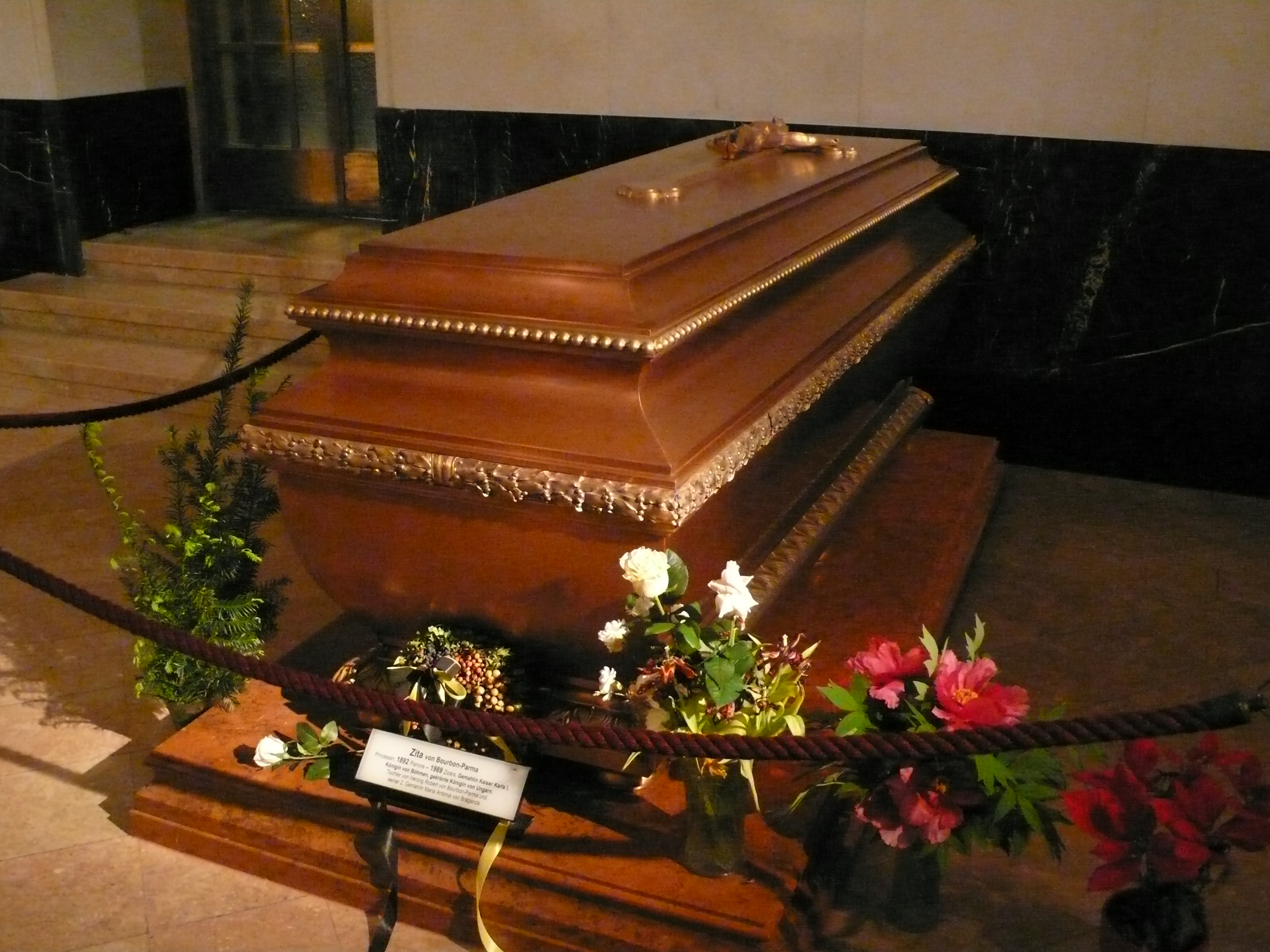
Heutiger Sarkophag (seit 2008) Zitas in der „Gruftkapelle“ der Kaisergruft

Der Sarg Zitas wurde am 8. Mai 1991, zwei Jahre nach der Beisetzung in der Kapuzinergruft, in einen Kupfersarkophag gebettet, der luftdicht verschlossen und verlötet wurde. Der Kupfersarkophag war zunächst auf einem Doppelpodest aus weißem Marmor aufgestellt, auf dem auch Platz für den Sarkophag Kaiser Karls I. gewesen wäre, falls man ihn aus der Kirche Nossa Senhora do Monte auf Madeira in die Kapuzinergruft überführt hätte. Die Familie Habsburg-Lothringen nahm eine solche Umbettung aber letztlich nicht vor, da vor allem Karls Sohn Otto dies als Affront gegenüber der Bevölkerung von Madeira ansah, die seinem Vater in den letzten Lebensmonaten sehr geholfen hatte. Seit der Seligsprechung Karls I. im Jahr 2004 wäre eine solche Überführung eine Sache der katholischen Kirche.
Die sterblichen Überreste Zitas ruhten bis 2008 in dem Kupfersarkophag aus dem Jahr 1991. In der Zwischenzeit wechselte der Sarkophag mehrmals seinen Aufstellungsort innerhalb der Kapuzinergruft. Zunächst befand er sich in der „Gruftkapelle“, während der Adaptierung dieses Raumes für weitere Bestattungen wurde er übergangsweise in der „Neuen Gruft“ verwahrt (siehe Abbildung). 2008 wurden die sterblichen Überreste Zitas in einen neuen Sarkophag gelegt und kehrten wieder an ihren ursprünglichen Aufstellungsort in der „Gruftkapelle“ zurück, wobei der neue Sarkophag nun ein Einzelpodest aus rotem Marmor erhielt. Der heutige Sarkophag Zitas ähnelt in seiner künstlerischen Gestaltung jenem Typ, wie er auch für die Sarkophage ihrer neben ihr beigesetzten Söhne Carl Ludwig († 2007) und Otto († 2011) sowie ihrer Schwiegertöchter Regina († 2010) und Yolande († 2023) verwendet wurde.
Am 10. Dezember 2009 begann für Zita unter dem Vorsitz des Bischofs von Le Mans das Seligsprechungsverfahren.